# Sant Nen de La Guardia
El Sant Nen de La Guardia o Cristóbal de La Guardia (La Guardia, c. 1479 - c. 1489) va ser, segons una llegenda, un nen mort a mans de jueus, i venerat com a sant per l'Església catòlica fins al 1965, quan es va reconèixer la falsedat de la llegenda. És un cas de fals libel de sang creat per fomentar l'antisemitisme i la persecució dels jueus, habitual durant l'Edat mitjana. Ni tan sols hi ha proves que el nen existís realment. La llegenda es va elaborar durant el segle xvi.

## Llegenda
En un clima de gran tensió després de l’assassinat de l’inquisidor Pedro de Arbués, i d’intensa activitat de la Inquisició, el 1490 es va acusar un grup de jueus i conversos de raptar un nen a Toledo i sotmetre’l a les tortures patides per Crist a la seva Passió. Poc després van ser jutjats en un acte de fe a Àvila que va tenir un gran ressò a tota la Península. El cas suposa una variació castissa de l’acusació d’infanticidi ritual, ja que no només s’hi incrimina jueus, sinó també conversos.
Segons la llegenda elaborada més tard, Cristóbal (o Juan) era un nen de Toledo, fill d'Alonso de Pasamonte i Juana la Guindera, escolà d'una església. Un grup de jueus, després d'assistir a un acte de fe a Toledo, van jurar venjar-se dels inquisidors i el van fer víctima d'un assassinat ritual. Els jueus volien matar tots els cristians de la ciutat, per la qual cosa van fer un conjur i necessitaven el cor d'un cristià innocent i una hòstia consagrada. Dos d'ells van segrestar el nen i el portaren a La Guardia, on el dia de Divendres Sant van reproduir en ell els martiris de la Passió de Jesús. Després de crucificar-lo, li arrencaren el cor i el sebolliren; després van robar una hòstia, però quan el jueu Benito García anava cap a Zamora per rebre l'ajut d'altres jueus, fou detingut a Àvila: l'hòstia lluïa i fou detingut, trobant-se llavors el cor del nen. El jueu fou torturat fins que confessà el fet i els seus còmplices.

## Procés
El Tribunal de la Inquisició va processar els jueus i conversos detinguts. Es conserven alguns documents del procés, i el procés complet contra l'acusat José Franco, que demostra nombroses irregularitats i manca absoluta de proves. El procés fou polític i tenia la finalitat de crear un clima antisemita per afavorir el decret d'expulsió dels jueus del març de 1492.
No s'havia trobat cap cadàver ni es va denunciar la desaparició de cap nen; els primers detinguts només foren acusats de criptojudaisme i, a partir dels interrogatoris i tortures, s'anà forjant la idea del crim ritual. El primer detingut, Benito García, en juny de 1490, fou acusat de convers que havia tornat al judaisme, cosa que va reconèixer com a certa. Aquest esmentà 
Yucef Franco, sabater jueu de Tembleque que fou detingut i, malalt, fou enganyat a la presó perquè confessés que havia mort un nen. A partir d'aquí, foren detinguts en total dos jueus de Tembleque i Zamora i sis conversos de La Guardia, als que acusaren d'heretgia, apostasia i crims contra la fe. Els acusats només confessaren sota tortura i enganyats, i en acabar el procés van manifestar que tot era fals.
L'inquisidor Fernando de San Esteban va consultar a Salamanca experts juristes i teòlegs que van dictaminar, basant-se en les actes, la culpabilitat dels acusats. Tots vuit acusats foren cremats a la foguera a Àvila el 16 de novembre de 1491. Amb els béns confiscats als reus es va finançar la construcció del monestir de Santo Tomás d'Àvila, acabat l'agost de 1493.

## Veneració
La llegenda s'elaborà durant el segle xvi. En 1569 Sancho Busto de Villegas, inquisidor, va escriure a partir de les actes del procés una Relación autorizada del martirio del Santo Inocente, que no es publicà. En 1583 es publicà la Historia de la muerte y glorioso martirio del santo inocente que llaman de Laguardia, obra de fra Rodrigo de Yepes. L'hòstia consagrada que va descobrir el suposat crim es conserva al monestir dominic Santo Tomás (Àvila). El cos del nen mai no va ser trobat i el cor va desaparèixer miraculosament: es va dir que, també com Crist, el nen havia ressuscitat. El seu culte, com el d'altres nens ficticis similars, fou suprimit per l'Església en 1965, en reconèixer-lo com a llegendari i basat en una falsedat, a més de tenir caràcter clarament antisemita. A banda de les obres pictòriques, Lope de Vega s'inspirà en la llegenda per escriure la comèdia El niño inocente de La Guardia; posteriorment José de Cañizares n'escrigué una altra: La viva imagen de Cristo: el Santo Niño de la Villa de la Guardia.